# 池田荘
池田荘（いけだのしょう）は、平安時代～室町時代にかけて美濃国にあった荘園。新熊野社領。

## 概要

### 所在
美濃国池田郡。現在の岐阜県揖斐郡。池田町が中心。

### 規模
不明。

### 起源
平安時代に池田郡司職を継承していた紀氏が開発し、新熊野社に寄進。

### 領主
- 領家
  - 新熊野社
- 別当職
  - 紀氏（紀奉光ら）。

### 終焉
南北朝時代に美濃守護家土岐氏が地頭となって勢力を拡大、応仁の乱までに荘園としての機能を喪失した。